# Synarchy
Synarchy – thrash metalowa grupa muzyczna z Wysp Owczych.

## Historia
Grupa Synarchy powstała w roku 2004 z inicjatywy trzech muzyków – Johna Egholma, Ísaka Petersena oraz Martina Rói Villhelmsena w Tórshavn, stolicy Wysp Owczych, terytorium zależnego Danii. Niedługo później, do zespołu dołączyli: Andre Lenvig, Leon Borum Hanson oraz Bjartur Fríði Clementsen. Muzycy mieli wówczas od szesnastu do osiemnastu lat. Jeszcze w tym samym roku Andre Lenvig zdecydował się opuścić grupę i został zastąpiony przez Johna Ivara Venneda. Pierwszy występ Synarchy odbył się 4 grudnia 2004.
W roku 2005 zespół odbył trasę koncertową po Wyspach Owczych, grając w kilku miejscowościach. Nagrał także swoje pierwsze demo w zimie, nazwane Between Black & White. Pod koniec roku z zespołu odszedł także Martin Rói Vilhelmsen, zastąpiony w roli perkusisty przez Kima Joensena. Następne dwa lata zaowocowały kolejnym demem (2007). Na krótko zespół opuścił także Kim Joensen.
Kolejne zmiany personalne nastąpiły w roku 2009. Jednego z założycieli zespołu Johna Egholma zastąpił, w roli gitarzysty oraz wspierającego wokalu, Pól Jespersen. W sierpniu tego roku zespół zaczął nagrywać swój pierwszy, pełny album muzyczny Scars Of Gratitude, który ukazał się 15 kwietnia 2010. Całość została nagrana w Sensit Studios w miejscowości Nólsoy, oraz wydany przez farerską wytwórnię Tutl. W tym samym roku zespół wystąpił na dwóch najważniejszych festiwalach na archipelagu – G! Festival oraz Summarfestivalurin. Wziął także udział w trasie koncertowej zespołu Musica Diablo, koncertując po raz pierwszy poza granicami własnego kraju. Muzycy wystąpili w: Czechach, Polsce (Racibórz, Gdynia), Niemczech, Austrii, Słowenii oraz na Słowacji. Zespół ogłosił na Facebooku, iż skład opuścił keyboardzista Bjartur Fríði Clementsen, zamieszczając przy okazji ogłoszenie o poszukiwaniu jego następcy.
W czerwcu 2011 roku zespół ponownie wszedł do studia, wybierając tym razem niemieckie LSD-Tonstudio, należące do Lasse Lammerta. Sesyjnym keyboardzistą na czas nagrywania albumu został Bjarni Lisberg. Płyta ukazała się 9 grudnia 2011 roku pod nazwą Tear Up The World. Z tej okazji muzycy urządzili spotkanie tego samego dnia w sklepie muzycznym należącym do wytwórni Tutl, w Tórshavn.

## Skład zespołu
Podczas całej działalności zespołu jego skład zmieniał się kilkukrotnie. Obecnie występują w nim:
- Leon Borum Hanson – wokal (2004 – ),
- John Ivar Venned – gitara elektryczna (2004 – ),
- Pól Jespersen – gitara elektryczna, wokal wspierający (2009 – ),
- Ísak Petersen – gitara basowa (2004 – ),
- Kim Joensen – perkusja (2005 – ).

Byli członkowie:
- Andre Lenvig – gitara elektryczna (2004),
- Martin Rói Villhelmsen – perkusja (2004 – 2005),
- John Egholm – gitara elektryczna (2004 – 2009),
- Bjartur Fríði Clementsen – keyboard (2004 – 2010).

W czasie koncertów w roli keyboardzisty grupy występuje Esmar Joensen.

## Dyskografia
- Between Black & White (demo) (3 stycznia 2005)
- Demo 2007 (demo) (2007)
- Scars Of Gratitude (15 kwietnia 2010)
- Tear Up the World (9 grudnia 2011)